# Nathalie Sonnac
Nathalie Sonnac est professeure en sciences de l’information et de la communication à l’Université Paris Panthéon-Assas. Spécialiste en économie des médias, de la culture et du numérique, elle s’intéresse en particulier aux questions de concurrence et de régulation, aux enjeux politiques et démocratiques des médias et des réseaux sociaux dans la nouvelle économie numérique.
Elle a présidé l’Institut français de presse (IFP), le département d’information-Communication de l’université Paris Panthéon-Assas (2009-2015). Elle a été membre du Conseil national du numérique (le CNNum) (2013-2015). Elle a été Membre du Collège du Conseil supérieur de l’audiovisuel (CSA) (devenu Arcom) de 2015 à 2021 

## Biographie

### Carrière universitaire
Après des études en Sorbonne, Nathalie Sonnac obtient en 1996 son doctorat en sciences économiques avec une thèse intitulée La presse magazine. Essai d’analyse économique sous la direction du professeure Annie-Lou Cot. Elle passe ensuite deux ans en post-doctorat à l’université libre de Bruxelles sur le programme de recherche de la Commission Européenne Training and mobility research sous la direction du professeur Victor Ginsburgh, avant d’obtenir un poste de Maitresse de conférences à l’université Panthéon-Assas où elle intègre le Centre d'Analyse et de Recherche Interdisciplinaires sur les Médias (CARISM). Elle est attachée au Laboratoire d’économie industrielle (CREST/Lei) de 1998 à 2015.
En 2001, elle organise le premier workshop sur les médias avec les professeurs Jean Jaskold Gabszewicz et Didier Laussel, avec lesquels elle cosigne une dizaine d’articles dans des revues qualifiantes en économie. La conférence « Competition in the Media and Advertising Markets » réunit de nombreux universitaires et chercheurs, elle est devenue un lieu de référence. Nathalie Sonnac intègre plusieurs comités d’évaluation et rédactionnels de revues scientifiques, elle publie - ouvrages, chapitres d’ouvrages, articles – à la fois dans des revues de sciences économiques (Economic Theory, European Economic Review, Journal of Economics and Management Strategy, Journal of Public Economic Theory, Problèmes économiques, Recherches Économiques de Louvain) et au sein de revues qualifiantes en Information -communication (Les Cahiers du journalisme, Communication, Journal of Media Economics, Réseaux…). Elle participe à de nombreuses journées d’études, congrès, colloques nationaux et internationaux.
En 2004, elle passe une habilitation à diriger des recherches (HDR) en Information et Communication sous la direction du professeur Bernard Miège intitulée Médias, publicité et concurrence : interaction entre le marché des médias et le marché de la publicité, qu’elle soutient à l’Université de Grenoble.
Nathalie Sonnac est nommée professeure en Information-Communication à l’Institut français de presse (IFP) en 2009. Elle préside ce département de 2009 à 2015 où elle crée avec la professeure Valérie Devillard le Master 2 professionnel « Médias et Publics » consacré à l'étude des audiences et de la réception des publics des médias.
Nathalie Sonnac a co-fondé en 2014 et dirigé la Chaire d’enseignement et de recherche Audiovisuel & Numérique de l’Université Panthéon-Assas la même année que le Think tank Audiovisuel & Numérique avec Christophe Nobileau, producteur et Françoise Miquel, haute fonctionnaire, cheffe de mission au Ministère de l’Économie, des finances et de l’industrie chargée du contrôle économique et financier du service public de la radio et de la télévision.
Après 6 ans passés en détachement au CSA, Nathalie Sonnac créé en 2021 le Master 1 et 2 (en apprentissage) « Médias, Communication et sport », ouvert aux sportifs de haut niveau et aux athlètes handisports et à tous les titulaires d’une licence 3 toutes disciplines confondues. Ce parcours forme au domaine de l’information et communication où les étudiants peuvent intégrer des fonctions de responsable de communication et d’évènementiel de collectivité territoriale, de promotion, communication et sponsoring sport ou au sein de structures (clubs sportifs, fédérations, agences marketing, communication, médias…). De nombreuses personnalités des médias, institutionnels, entrepreneurs et sportifs de haut niveau viennent à la rencontre des étudiants dans le cadre de Conférences de parcours.

### Autres activités
Nathalie Sonnac est nommée experte Pilote du Lab Économie de la création numérique au sein de la Haute Autorité pour la diffusion des œuvres et la protection des droits sur internet (Hadopi) en 2012. Pendant deux ans, notamment avec la Professeur Cécile Méadel, elles créent la revue Au fil des Labs. Nathalie Sonnac intègre le Conseil national du numérique (le CNNum) en qualité de membre du conseil de 2013 à 2015, elle participe à la rédaction du rapport Neutralité des plateformes. Réunir les conditions d’un environnement ouvert et soutenable.
Membre de plusieurs conseils d’administration, l’Université Panthéon-Assas (2009-2014), de l’Institut national de l’audiovisuel (INA)(2014), elle est membre du CA de l’ONG Imagine (depuis 2021) et du Fonds de dotation pour un Sport propre, AFLD (depuis 2022). En 2023, elle devient membre du conseil d’administration de l’Agence France Presse (AFP), et est nommée la même année membre du Comité d’Histoire du Ministère de la culture.
En 2015, Nathalie Sonnac est détachée de son université, nommée membre du Membre du Collège du Conseil supérieur de l’audiovisuel (CSA, devenu Arcom). Elle préside le groupe de travail « Télévisions » qui réunit l’ensemble des chaînes publiques, privées et commerciales, nationales et locales. Sa mission est celle du dialogue et de la négociation des conventions des chaînes, de la préparation des décisions relatives à l’accès des services au marché, du contrôle des obligations des chaines, de la réalisation des bilans d’activités économiques et financiers des groupes en lien avec les services de l’Autorité. Elle vice-préside le groupe de travail « Production et création » et lance une étude en 2016, devenue sérielle, consacrée au Tissu économique de la production audiovisuelle.
Nathalie Sonnac a co-fondé avec son collègue le professeur Nicolas Curien en 2016 le think tank CsaLab. Avec des chercheurs et professionnels du secteur extérieurs au CSA, ils publient des notes et le Rapport Avenir de l’audiovisuel : construire le meilleur (et éviter le pire).
Chargée des questions de sport au CSA, elle crée dès 2016 l’opération Les 4 saisons du sport féminin devenue Sport Féminin en synergie avec le Ministère des Sports, le Ministère de l’Égalité femmes-hommes et le CNOSF. L’objectif vise à sensibiliser les médias audiovisuels au sport féminin compte tenu de la sous-représentation des sportives sur les antennes. L’ambition est de faire bouger les lignes en les incitant à investir dans des retransmissions sportives féminines, à consacrer plus de temps d’antenne aux femmes athlètes de haute-niveau. Durant son mandat, elle est membre du Conseil scientifique de l’Observatoire de l’économie du sport et de la Conférence permanente du sport féminin.
Les questions d’éducation aux médias et à l’information (EMI), de lutte contre les discours haineux et les fake news sont également au cœur de ses réflexions. Depuis juin 2020, elle préside le Comité d’éthique pour les données d’éducation, composé de chercheurs de différentes disciplines (juristes, informaticiens, enseignants du secondaire, info-comistes…). Ensembles, ils publient plusieurs rapports sur l’IA et l’éducation, la plateforme EducaNat, Les Métavers (sous la direction du Professeur Kirchner). Elle a participé en parallèle à la rédaction du rapport sur l’EMI et la citoyenneté numérique.
Depuis mars 2021 Nathalie Sonnac préside le Conseil opérationnel et de perfectionnement (COP) du Clémi. Les questions de formation des enseignants par des professionnels de l’audiovisuel et du déploiement des liens du Clémi avec l’enseignement Supérieur sont au cœur des problématiques.

### Recherche
Nathalie Sonnac poursuit ses recherches en reconsidérant les questionnements classiques : quelles sont les nouvelles incidences démocratiques à l’ère numérique ? Quelles conséquences l’arrivée de ces grandes firmes numériques ont-elles sur les modèles d’affaires des médias ? Comment et pourquoi vacille-t-il ? Quelles incidences et quels enjeux en matière de pluralisme et de diversité des contenus ? Quid de la souveraineté culturelle ? Comment doit-on envisager le nouveau paysage audiovisuel qui se dessine en préservant un service public de qualité ? Quels sont les piliers indispensables pour une nouvelle loi. Des questions abordées et des propositions que l’on retrouve dans son essai Le nouveau monde des médias. Une urgence démocratique.
Sa réflexion porte également sur les enjeux de l’extension du champ de régulation aux plateformes de partage de vidéo et aux réseaux sociaux à la suite de la transposition de la directive des services de médias audiovisuels dits SMA dans la loi. Depuis, de nouveaux règlements européens voient le jour (Digital Service Act, Digital Market Act, European Media Freedom Act). Ces transformations du cadre juridique européen et national s’accompagnent de réflexions qui portent sur les missions sociétales du régulateur : quelles responsabilités éditoriales pour les acteurs du numérique ? Quels moyens mettre en œuvre pour lutter contre les fausses informations et les discours de haine ? Comment intégrer des données d’éducation au centre de ses réflexions menées au sein du Comité d’éthique pour les données d’éducation et dans le cadre du COP du Clémi.

## Publications
À côté de ses publications scientifiques, elle est l’auteure de tribunes dans les médias Le Monde, Libération, Les Echosou encore la Tribune Dimanche.

### Ouvrages
- Le nouveau monde des médias. Une urgence démocratique, Odile Jacob, mars 2023.

- Avec Pierre Albert, La presse française. Au défi du numérique, La Documentation Française, Paris, 2014.
- Avec Patrick Le Floch, Économie de la presse à l’ère numérique, La Découverte, coll. Repères, Paris, 2000, 2005, 3ème édition entièrement refondue 2013.
- Avec Jean Gabszewicz, L’industrie des médias à l’ère numérique, La Découverte, coll. Repères, Paris, 2006, 2010, nouvelle édition entièrement refondue, 3ème édition, 2013.
- Avec Cécile Meadel (eds), L’auteur au temps du numérique, Éditions des archives contemporaines, Paris, 2012.
- Avec Xavier Greffe (eds.), Culture Web, Dalloz, Paris, 2008.

## Distinctions
Chevalier de la Légion d’Honneur (2023) ; Chevalier de l’ordre des Arts et Lettres (2021) ; Chevalier de l’ordre national du Mérite (2017) ; Chevalier de l’ordre des Palmes Académiques (2008).